# Anthony Peratt
Anthony L. Peratt – amerykański fizyk, specjalizujący się w badaniach fizyki plazmy, fuzji nuklearnych oraz w monitoringu broni jądrowej.

## Kariera naukowa
Uzyskał tytuł doktorski na wydziale elektrotechniki / fizyki plazmy w 1971 roku na University of Southern California (Los Angeles).
W latach 1972–1979 pracował w Lawrence Livermore National Laboratory oraz w Max Planck Institute for Physics and Astrophysics w Garching (1975-77). Od 1988 do chwili obecnej pracuje w Los Alamos National Laboratory, na wydziale Fizyki Teoretycznej Stosowanej. W 1985 współpracował z Laboratorium Alfvéna w Royal Institute of Technology w Sztokholmie. 
W latach 1991–1993 przewodził programowi N-Tunnel Diagnostics w ośrodku Los Alamos na poligonie jądrowym w Nevadzie, w 1993 był liderem amerykańskiego zespołu inspekcyjnego rosyjskiego arktycznego poligonu nuklearnego w Nowej Ziemi. W latach 1995–1999 Peratt był doradcą naukowym w Departamencie Energii Stanów Zjednoczonych. Podczas pracy dla Departamentu Energii był dyrektorem w National Security w dyrektoriacie Nieproliferacji Broni Jądrowej.
Peratt pracuje obecnie nad możliwymi archeologicznymi dowodami na duże zdarzenia plazmowe w prehistorii.

## Badania
Prace badawcze Peratta obejmują zagadnienia, m.in.: gęstości wysokoenergetycznej plazmy i intensywnych strumieni cząstek, laserów, silnych źródeł mikrofalowych, zjawiska gęstości wysokich energii, skurczu zeta.
Jako autor książki nt. kosmologii plazmy jest uważany za propagatora tego modelu. Był edytorem specjalnych edycji  pisma IEEE - Transactions on Plasma Science na temat kosmicznej plazmy oraz napisał wiele prac na ten temat.
Był też badaczem petroglifów, spośród których część, według niego, zawierała zapisy prehistorycznych zorzy polarnych spowodowanych silnymi burzami magnetycznymi.

## Odznaczenia i nagrody
Został nagrodzony:
- Departament Energii Stanów Zjednoczonych - Distinguished Performance Award - dwukrotnie: 1987 i 1999.
- IEEE Distinguished Lecturer Award w 1993.
- Norwegian Academy of Science and Letters Kristian Birkeland Lecturer w 1995.
- IEEE Fellowship w 1999[7]
- The Los Alamos National Laboratory Director’s 30 Years, nagroda University of California Service w 2006.

Jest członkiem American Physical Society oraz American Astronomical Society.

## Inne
Nazwisko Peratta widnieje w Liście otwartym do środowiska naukowego (opublikowanym w New Scientist w maju 2004), który krytykuje rosnącą liczbę hipotetycznych elementów w teorii Wielkiego Wybuchu. List wskazuje również, że kosmologia plazmy, będąca modelem stacjonarnym, oraz inne podejścia alternatywne również mogą wyjaśnić podstawowe fenomeny kosmosu.